# Gaidamachka
Gaidamachka (del ruso: Гайдамачкa) es un jútor del raión de Yegorlykskaya del óblast de Rostov de Rusia. Está situado a orillas del río Gaidamachka, afluente por la izquierda del río Kugo-Yeya, tributario del Yeya, 23 km al suroeste de Yegorlykskaya y 103 km al sureste de Rostov del Don, la capital del óblast. 
Pertenece al municipio Balko-Grúzskoye.